# Харитонов, Алексей Геннадьевич
Алексей Геннадьевич Харитонов (род. 26 ноября 1977) — мастер спорта России международного класса по Кудо, заслуженный мастер спорта, черный пояс 3 дан по Кудо, чемпион Внутренних войск по Рукопашному Бою (1999), бронзовый призёр Чемпионата России по рукопашному бою (2001), чемпион Москвы по Кудо (2005, 2006, 2007), победитель Всероссийского Чемпионата по Кудо в Ярославле (2006), победитель первого коммерческого турнира «Fight Zone» (2006), чемпион России по Кудо (2007), обладатель Кубка России по Кудо (2007, 2008), бронзовый призёр Чемпионата Европы по Кудо (2008), серебряный призёр Чемпионата мира по Кудо (2009, 2014), серебряный призёр I Кубка мира по Кудо (2011), победитель Первого международного турнира в абсолютной категории «KUDO CHALLENGE» (2013), Обладатель Первого Кубка Азии по КУДО (2014).
В начале 2012 г. Харитонов успешно выступил на II Открытом турнире по полноконтактным боям в г. Сургуте. В этом турнире участвовали спортсмены не только из кудо, но и других видов единоборств, а сами бои проходили по правилам, схожим с правилами проведения боев в «К-1» (на ринге, с использованием перчаток, разрешены борцовская и бросковая техники). Алексей Харитонов выиграл два боя, причем один нокаутом, а в финальной схватке проиграл спорным решением судей и занял второе место в турнире в своей категории.
На Чемпионате России по Кудо в феврале 2012 г. в финальном поединке встретился с Адамом Халиевым. После того, как завершились три минуты боя (основное время), судьи были вынуждены назначить дополнительное время, но и во второй схватке ни у Харитонова, ни у Халиева не было однозначного преимущества (оценки за результативные действия или нарушения правил соперником). Решением судей победу отдали Адаму Халиеву, Харитонов занял, таким образом, второе место в категории 260 единиц.